# اتا (حرف)
اتا (بزرگ: Η، کوچک: η; (به یونانی: Ήτα))هفتمین حرف الفبای یونانی است. و در سیستم شمارش یونانی مقدار ۸ را دارد. همردیف آن در الفبای لاتین H و در الفبای سیریلیک И است، در فارسی نیز، هم سطح حروف ه و ح است.
در یونانی مدرن این حرف [ˈita] تلفظ می‌شود. و در یونانی کلاسیک ɛ: تلفظ می‌شد.

## نماد
اتا در موارد زیر به عنوان نماد به کار می‌رود.
در حالت بزرگ:
- شیمی، انتالپی. H که از کلمه ἐνθάλπος (smooth breathing and epsilon)، گرفته شده اما به نظر می‌آید که از کلمه لاتین Heat گرفته شده‌باشد.

حالت کوچک آن:
- ترمودینامیک، بازده در یک چرخه کارنو.
- نورشناسی، ضریب بازتاب.
- در فیزیک ذرات بنیادی اتا نماد مزونها است
- نظریه کوانتمی میدان (فیزیک)، برای نمایش تانسور متریک به کار می‌رود.
- نجوم، در نام‌گذاری بایر هفتمین ستاره پرنور هر صورت فلکی معمولاً اتای آن صورت فلکی خوانده می‌شود (مثلاً: اتا ماکیان).
- فیزیک ذرات بنیادی، اتا برای نمایش en:pseudorapidity به کار می‌رود.
- سیالات، η برای نمایش گرانروی به کار می‌رود.